# Alocasia navicularis
Alocasia navicularis là một loài thực vật có hoa trong họ Ráy (Araceae). Loài này được (K.Koch & C.D.Bouché) K.Koch & C.D.Bouché mô tả khoa học đầu tiên năm 1855.